# Barbara Gaskin
Barbara Gaskin (née le 5 juin 1950 à Hatfield (Hertfordshire)) est une chanteuse anglaise.

## Biographie
Barbara Gaskin naît et grandit à Hatfield, Hertfordshire, Angleterre. Elle suit une formation formelle de piano et de violoncelle dès 10 ans. Au début de son adolescence, elle apprend seule la guitare acoustique et se produit dans des clubs folkloriques locaux.
En 1969, elle déménage de Hatfield à Canterbury pour des études de philosophie et de littérature à l'université du Kent, mais s'implique immédiatement dans la scène musicale de Canterbury, rejoignant le groupe de folk rock Spirogyra en tant que chanteuse. Spirogyra a rapidement un contrat d'enregistrement et réalisera 3 albums, tout en donnant de nombreux concerts sur le circuit universitaire britannique, ainsi qu'en réalisant de nombreuses tournées en Europe. Au cours de la même période, Gaskin rencontre le guitariste Steve Hillage (également étudiant à l'université de Kent) et par Hillage, les membres du groupe de Canterbury Caravan et le vieil ami et collègue musical de Hillage, Dave Stewart. Gaskin est l'une des trois "Northettes", les choristes qui accompagnent Hatfield and the North, le groupe de Stewart, et est aussi membre d'Ottawa Music Company, un projet de Dave Stewart et du batteur de Henry Cow Chris Cutler. La musique complexe et largement instrumentale de groupes tels que Egg, Hatfield & The North et Henry Cow, et par contraste, l'approche plus spontanée et lyrique de Spirogyra, sont deux de puissantes influences musicales formatrices sur Gaskin au cours des six années à Canterbury.
Lorsque Spirogyra se sépare en 1974, Gaskin quitte l'Angleterre pour voyager en Asie pendant près de trois ans, en raison de son intérêt pour la philosophie et la culture orientales, gagnant de l'argent en enseignant l'anglais. Elle continue à chanter, au Japon de façon professionnelle, et vit à Java et à Bali ave un intérêt pour la musique gamelan. Elle vit aussi en Inde pendant 18 mois.
De retour en Angleterre, Gaskin est invitée par la batteuse Germaine Dolan à jouer des claviers et à chanter dans le groupe entièrement féminin Red Roll On. Basé à Canterbury, le groupe joue dans des clubs et des écoles d'art de la région de Londres. Mais Gaskin renouvelle son association musicale avec Dave Stewart en contribuant au chant à ses compositions sur l'album Gradually Going Tornado de Bill Bruford. En septembre 1981, Gaskin et Stewart forment un duo et enregistrent le single It's My Party qui est numéro un des ventes du UK Singles Chart. La collaboration se poursuit à ce jour avec une série de singles et d'albums sur leur propre label Broken Records et Rykodisc Records.

## Discographie

### AvecSpirogyra
- St. Radigunds (B&C, 1971)
- Old Boot Wine (B&C, 1972)
- Bells, Boots and Shambles (B&C, 1973)
- Burn The Bridges (Repertoire, 2000)

### AvecHatfield and the North
- Hatfield and the North (Virgin, 1973)
- The Rotters' Club (Virgin, 1975)
- Afters (Virgin, 1980)
- Hatwise Choice (2005)
- Hattitude (2006)

### AvecEgg
- The Civil Surface (Virgin, 1974)
- The Metronomical Society (2007)

### AvecNational Health
- National Health (1977)
- Of Queues and Cures (1978)
- D.S. al coda (1982)
- National Health Complete (1990)
- Missing Pieces (1994)
- Playtime (2001)

### AvecBill Bruford
- Gradually Going Tornado (Polydor, 1980)

### AvecPeter Blegvad
- The Naked Shakespeare (Virgin, 1983)

### AvecNigel Planer
- Neil's Heavy Concept Album (1984)

### AvecPhil Miller
- Cutting Both Ways (Cuneiform, 1989)

### AvecJane Wiedlin
- Tangled (1990)

### Avec Rick Biddulph
- Second Nature (Voiceprint, 1994)

### Avec DirkMont Campbell
- Music from a Round Tower (Resurgence, 1996)
- Music from a Walled Garden (MFA, 2009)

### Singles/EPs avec Dave Stewart
- It's My Party (Broken, 1981)
- Johnny Rocco (Broken, 1982)
- Siamese Cat Song (Broken, 1983)
- Busy Doing Nothing (Broken, 1983)
- Leipzig (Broken, 1983)
- I'm In a Different World (Broken, 1984)
- The Loco-Motion (Broken, 1986)
- Walking the Dog (Line (Germany) 1992)
- Hour Moon (EP) (Broken, 2009)

### Albums avec Dave Stewart
- Up From The Dark (compilation), Rykodisc (USA) RCD 10011 (1986)
- Broken Records - The Singles, MIDI Records (Japon) (1987)
- As Far As Dreams Can Go, MIDI Records (Japon) (1988)
- The Big Idea, Rykodisc RCD 20172 / MIDI Records (1989)
- Spin, Rykodisc RCD 20213 / MIDI Records (1991)
- Selected Tracks (compilation), Musidisc (France) / Disky (Pays-Bas) (1993)
- Green and Blue, Broken Records BRCDLP-05 (mars 2009)
- The TLG Collection, Broken Records BRCDLP-06 (octobre 2009)
- Broken Records – The Singles (Special Edition), Broken Records BRCDLP-01 (novembre 2010)
- As Far As Dreams Can Go (Special Edition), Broken Records BRCDLP-02 (novembre 2010)
- The Big Idea (Special Edition), Broken Records BRCDLP-03 (décembre 2011)
- Spin (Special Edition), Broken Records BRCDLP-04 (décembre 2011)
- Star Clocks, Broken Records BRCDLP-07 (septembre 2018)

## Source de la traduction
- (en) Cet article est partiellement ou en totalité issu de l’article de Wikipédia en anglais intitulé « Barbara Gaskin » (voir la liste des auteurs).